# Uanhenga Xitu
Uanhenga Xitu és el nom kimbundu d'Agostinho André Mendes de Carvalho (Ícolo e Bengo, Angola, 29 d'agost de 1924 - Luanda, Angola, 13 de febrer de 2014) fou un nacionalista i escriptor angolès. En els darrers anys ha estat objecte d'estudis científics i ha rebut homenatge a Angola i altres països.

## Biografia
Treballà formalment com a infermer alhora que va exercir clandestinament activitats polítiques a favor de la independència d'Angola, raó per la qual fou arrestat per la PIDE el 1959 a l'aeroport de Luanda. Jutjat per un tribunal militar, fou condemnat a dotze anys de presó prorrogables a quinze i pèrdua de drets polítics en aquests anys. De 1960 a 1970 fou bandejat al camp de Tarrafal a Cap Verd, on va començar a escriure. Un cop alliberat es va incorporar al Consell de la Revolució del MPLA. Un cop proclamada la independència d'Angola fou ministre de Salut, comissari de la província de Luanda i ambaixador de la República Popular d'Angola a Polònia. Fou diputat a l'Assemblea Nacional i membre del Comitè Central del MPLA fins 1998.
La seva narrativa es basa en històries populars despullades de rigor literari, ja que la seva preocupació era establir un lligam semiòtic amb el seu poble, que l'estimula a escriure. El 2006 fou guardonat amb el Premi de Cultura i Arts d'Angola.

## Obres
- Mestre Mestre Tamoda Tamoda (1974)
- Mestre Tamoda e Outros Contos (1977)
- Manana (1974)
- Maka na Sanzala (1979)
- Vozes na Sanzala (Kahitu) (1976)
- Os Sobreviventes da Máquina Colonial Depõem (1980)
- Os Discursos de "Mestre" Tamoda (1984)
- Bola com Feitiço (1974)
- O Ministro (1989)
- Cultos Especiais (1997)
- Meu Discurso (1974)